# Norge i olympiska vinterspelen 1924
Norge deltog i olympiska vinterspelen 1924. Norge trupp bestod av 14 deltagare varav 13 var män och 1 var kvinna. Den yngsta deltagaren var Sonja Henie (11 år, 296 dagar) och den äldsta var Thorleif Haug (29 år, 127 dagar).

## Medaljer

### Guld
- Längdskidåkning
  - Herrarnas 18 km: Thorleif Haug
  - Herrarnas 50 km: Thorleif Haug
- Backhoppning
  - Herrar: Jacob Tullin Thams
- Nordisk kombination
  - Herrar: Thorleif Haug

### Silver
- Backhoppning
  - Herrar: Narve Bonna
- Skridsko
  - Herrarnas 500 m: Oskar Olsen
  - Herrarnas 1500 m: Roald Larsen
  - All-round: Roald Larsen
- Längdskidåkning
  - Herrarnas 18 km: Johan Grøttumsbråten
  - Herrarnas 50 km: Thoralf Strømstad
- Nordisk kombination
  - Herrar: Thoralf Strømstad

### Brons
- Nordisk kombination
  - Herrar: Johan Grøttumsbråten
- Skridsko
  - Herrarnas 500 m: Roald Larsen
  - Herrarnas 1500 m: Sigurd Moen
  - Herrarnas 5000 m: Roald Larsen
  - Herrarnas 10 000 m: Roald Larsen
- Längdskidåkning
  - Herrarnas 50 km: Johan Grøttumsbråten